# Гай Фурий Пацил (консул 412 года до н. э.)
Гай Фу́рий Паци́л (лат. Gaius Furius Pacilus; умер после 412 года до н. э.) — римский политический деятель из патрицианского рода Фурии, консул 412 года до н. э. Предположительно сын Гая Фурия Пацила Фуза, консула 441 года до н. э. и военного трибуна с консульской властью 426 года до н. э.
Пацил стал консулом совместно с Квинтом Фабием Вибуланом Амбустом. Главным событием этого года, по данным Тита Ливия, стала чума.